# Dombauhütte von St. Peter

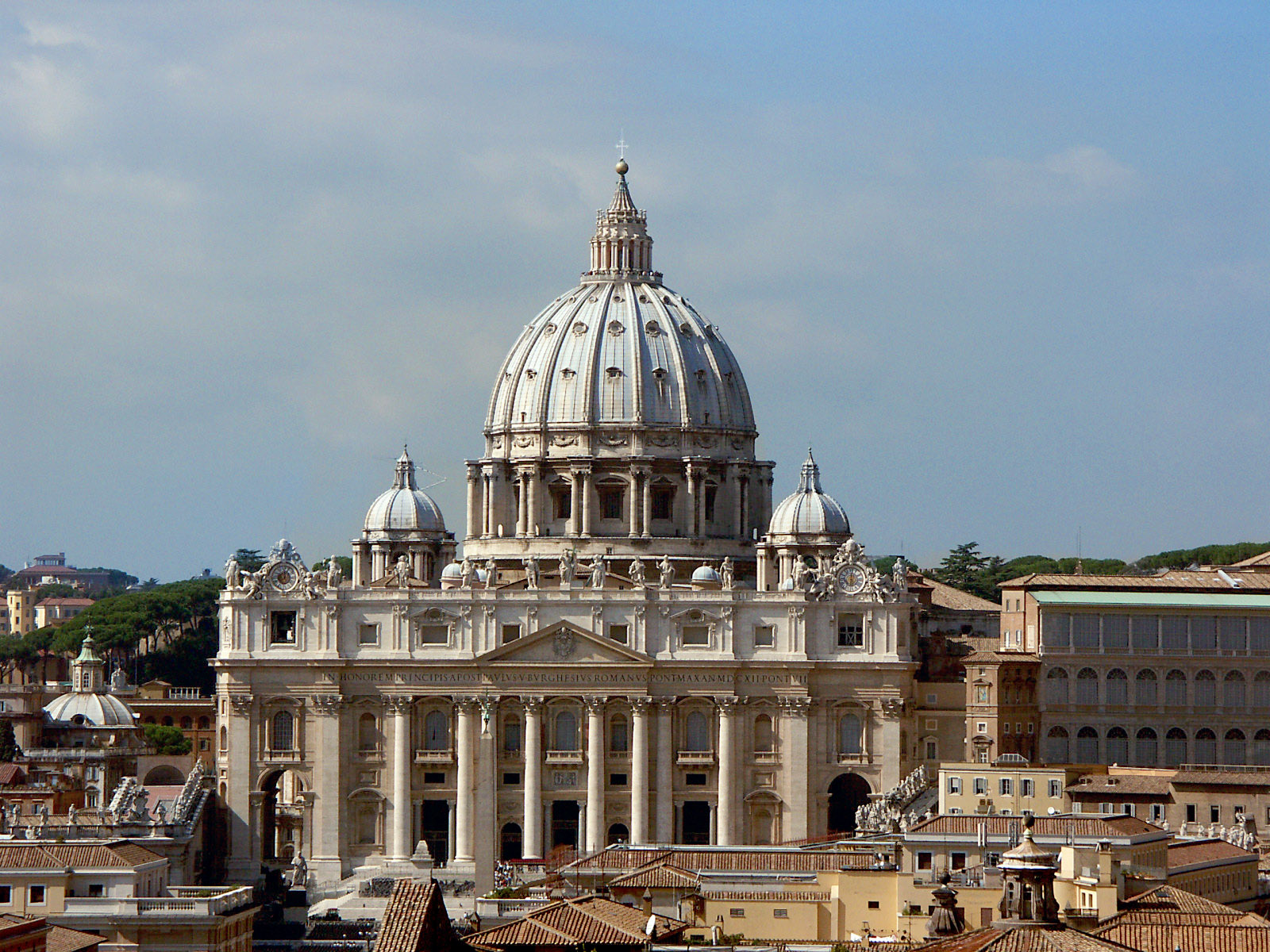
Petersdom in Rom

Die Dombauhütte von Sankt Peter (italienisch Fabbrica di San Pietro, lateinisch Reverendae Fabrica Sancti Petri) ist die Bauhütte des Petersdoms und zuständig für alle Maßnahmen und die Erhaltung des Bauwerks. Sie wurde 1908 gegründet und ist organisatorisch der Römischen Kurie angegliedert. Präsident ist seit 29. März 2021 der Kurienkardinal Mauro Gambetti OFMConv.

## Geschichte
Die erste Gründung einer Baukommission geht auf Papst Julius II. (1503–1513) zurück. Papst Sixtus V. (1585–1590) ordnete die Unterstellung der Dombaukommission unter die Leitung des Erzpriesters des Petersdoms an. Mit Papst Clemens VIII. (1592–1605) wechselte die Zuständigkeit auf eine eigens gegründete Congregazione della Reveranda Fabbrica von Sankt Peter. Zum Präsidenten wurde der Erzpriester des Petersdoms ernannt, als weitere Mitglieder wurden Kardinäle und Prälaten bestimmt. 1863 verfügte Papst Pius IX. (1846–1878) einen erneuten Wechsel der Zuständigkeiten.
Mit der von Papst Pius X. (1903–1914) durchgeführten Reform wurde die Verantwortlichkeit der Kongregation 1908 auf die Bautätigkeit am Petersdom beschränkt. Nach dem Zweiten Vatikanischen Konzil wurde die Kongregation von Papst Paul VI. (1963–1978) aufgelöst und unter päpstliche Verwaltung der Kurie gestellt.
Die Apostolische Konstitution Praedicate Evangelium von Papst Franziskus hält die Aufgaben der Dombauhütte grundsätzlich fest. Darin heißt es:

„Die Dombauhütte von Sankt Peter ist gemäß ihren eigenen Normen für alles zuständig, was die päpstliche Basilika Sankt Peter betrifft, in der das Gedenken an das Martyrium und das Grab des Apostels gehütet werden, sei es für die Erhaltung und den Schmuck des Gebäudes, sei es hinsichtlich der internen Disziplin der Aufseher wie auch der Pilger und Besucher. Sie handelt entsprechend der für sie erlassenen Normen. Wenn es notwendig ist, handeln der Präsident und der Sekretär der Dombauhütte im Einvernehmen mit dem Kapitel derselben Basilika.“

Am 29. Juni 2024 hat Papst Franziskus mit einigen Normen die Organisation der Dombauhütte grundsätzlich geregelt. Neben einem Statut erließ er eine allgemeine Ordnung sowie eine Ordnung für das Personalwesen.

## Präsidenten seit 1961
- Paolo Marella (14. August 1961 – 8. Februar 1983)
- Aurelio Sabattani (8. Februar 1983 – 1. Juli 1991)
- Virgilio Noè (1. Juli 1991 – 24. April 2002)
- Francesco Marchisano (24. April 2002 – 28. August 2004)
- Angelo Comastri (5. Februar 2005–20. Februar 2021)
- Mauro Gambetti OFMConv (seit 29. März 2021)

## Leitung und Archiv
Die Dombauhütte beschäftigt etwa 120 Facharbeiter und Spezialisten. Hierzu gehören Physiker, Architekten, Chemiker, Restauratoren, Schreiner, Raumpfleger und Straßenpflasterer, die Sampietrini. Das Präsidium wird vom Erzpriester der Basilika Sankt Peter geleitet, zum erweiterten Präsidium gehören auch Bischöfe und Wissenschaftler. Die Dombauhütte des Vatikans hat im Juli 2024 erstmals zwei Frauen in die Gilde der „Sampietrini“ aufgenommen.
Die Dombauhütte verfügt über ein umfangreiches Archiv, in dem Briefe von Michelangelo, Skizzen, Zeichnungen und Schriftstücke zum Schriftwechsel mit Lieferanten aufbewahrt werden. Die Schriftstücke wurden in ungefähr 10.000 Bänden zusammengefasst.
Mit der Ernennung von Kurienkardinal Mauro Gambetti OFMConv zum Erzpriester der Basilika St. Peter durch Papst Franziskus endete damit auch die Neuordnung der Bauhütte von Sankt Peter und der neunmonatige Dienst des außerordentlichen Kommissars Mario Giordana und der unterstützenden Kommission. Diese hat sich neben der Ausarbeitung der neuen Vorschriften auch der Umstrukturierung der administrativen und technischen Abläufe angenommen.